# Laroque, Gironde
Laroque là một xã trong tỉnh Gironde, thuộc vùng Nouvelle-Aquitaine của nước Pháp, có dân số là 230 người (thời điểm 1999). Trong khi Laroque trong năm 1962 còn có trên 155 dân cưthì năm 1999 đã có 230 người dân. Laroque là một nơi trồng nho, thuộc vùng trồng nho Premières Côtes de Bordeaux và Cadillac.